# Westland Marathon 1997
De Westland Marathon 1997 werd gehouden op zaterdag 12 april 1997. Het was de 28e editie van deze marathon. Start en finish lagen in Naaldwijk.
De Wit-Rus Vladimir Tonchinski was het snelste bij de mannen en won de wedstrijd in 2:13.18. Hij won de eindsprint met een seconde verschil van zijn landgenoot Yuriy Pavlov, die voor de zesde maal deelnam (1992, 1993, 1994, 1995, 1996, 1997) aan dit evenement. Bij de vrouwen was Mieke Pullen het snelste. Zij won de wedstrijd met een tijd van 2:36.51 en had ruim tien minuten voorsprong op de nummer twee.

## Uitslagen

### Mannen
| rang   | naam                | land | tijd    |
| ------ | ------------------- | ---- | ------- |
| Goud   | Vladimir Tonchinski | BLR  | 2:13.18 |
| Zilver | Yuriy Pavlov        | RUS  | 2:13.19 |
| Brons  | Pyotr Sarafinyuk    | UKR  | 2:13.48 |
| 4      | Gerard Kappert      | NED  | 2:14.06 |
| 5      | Ronny Ligneel       | BEL  | 2:14.52 |
| 6      | Tadesse Woldemeskle | ETH  | 2:15.55 |
| 7      | Boubker El Afoui    | MAR  | 2:18.30 |
| 8      | Aleksandr Vikuzanin | RUS  | 2:22.54 |
| 9      | Valeriy Lisov       | RUS  | 2:25.38 |
| 10     | Ryszard Misiewicz   | POL  | 2:29.54 |
| 11     | Slawomir Kapinski   | POL  | 2:30.36 |

### Vrouwen
| rang   | naam           | land | tijd    |
| ------ | -------------- | ---- | ------- |
| Goud   | Mieke Pullen   | NED  | 2:36.51 |
| Zilver | Wilma van Onna | NED  | 2:46.57 |

1969 ·
1970 ·
1971 ·
1972 ·
1973 ·
1974 ·
1975 ·
1976 ·
1977 ·
1978 ·
1979 ·
1980 ·
1981 ·
1982 ·
1983 ·
1984 ·
1985 ·
1986 ·
1987 ·
1988 ·
1989 ·
1990 ·
1991 ·
1992 ·
1993 ·
1994 ·
1995 ·
1996 ·
1997 ·
2014